# Sebastiano Florigerio

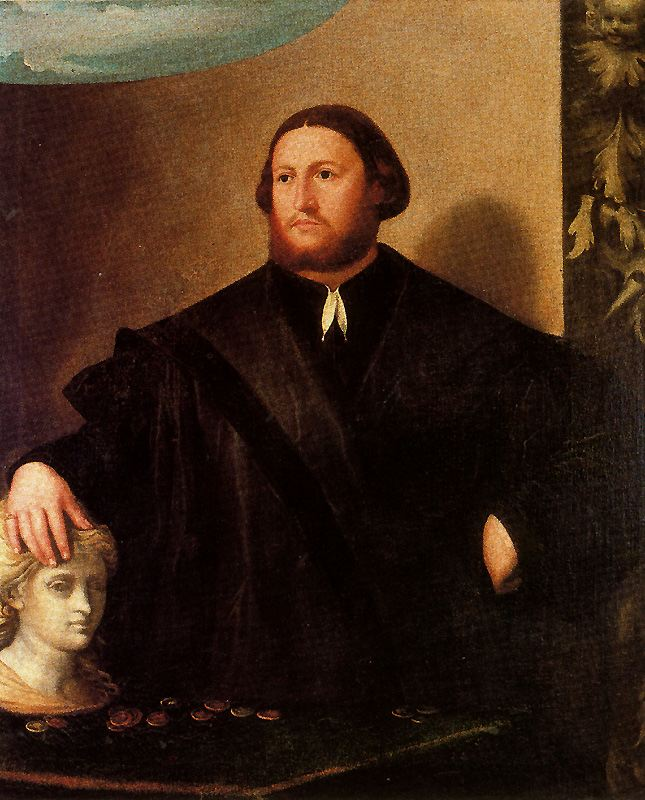
Retrato de Rafaelle Grassi

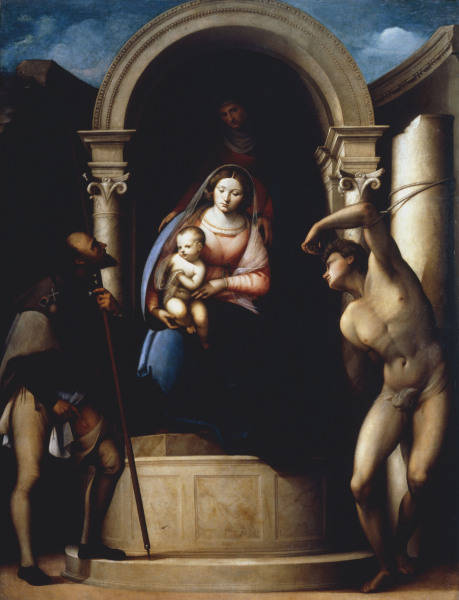
Virgen con el Niño, Santa Ana, San Roque y San Sebastián

Sebastiano Florigerio (Conegliano, c. 1500/1505-Udine, entre 1550 y 1564), pintor italiano del Renacimiento.

## Biografía
Se formó en el taller de Pellegrino da San Daniele, con quien colaboró en 1522 en los frescos de la iglesia de San Antonio Abad en San Daniele del Friuli. En junio de 1523 es ya citado como maestro. Contrajo matrimonio con la hija de su maestro en 1527. Su obra más conocida, la Virgen con el Niño entre San Jorge y San Juan Bautista de la iglesia de San Giorgio en Udine, lo muestra mucho más cerca del estilo de Pordenone que del de San Daniele. Florigerio fue condiscípulo del famoso pintor, y parece que colaboró con él ocasionalmente. Fue un buen imitador de la manera de pintar de su colega más célebre, aunque manteniendo residuos de su formación original, más arcaica.
Entre 1529 y 1533 se estableció en Padua, donde pintó al fresco una Pietà para el altar principal de San Bovo y varias tablas para varias iglesias de la ciudad. En 1535 tuvo que huir de Udine tras matar a su adversario en un duelo. De 1538 a 1543 residió en Cividale. En este último año regresó a Udine, donde probablemente permaneció hasta su muerte.

## Obras destacadas
- Virgen con el Niño y Santa Ana, San Roque y San Sebastián (1524-25, Galleria dell'Accademia, Venecia)
- San Juan Evangelista, San Francisco y San Antonio (1524-25, Galleria dell'Accademia, Venecia)
- Virgen con el Niño entre San Jorge y San Juan Bautista (1529, San Giorgio, Udine)
- San Jorge da muerte al dragón (1529, San Giorgio, Udine)
- Retrato de Raffaele Grassi (c. 1530, Uffizi, Florencia)
- Frescos de San Bovo (Padua), destruidos.
  - Pietà
- Retablo de San Bovo (1533, Padua)
  - San Sebastián (1533, Museo Civico, Padua)
  - San Roque (1533, Museo Civico, Padua)
  - Pietà (1533, Accademia Concordi, Rovigo)
  - San Antonio y San Prosdocimo (1533, Colección privada, Pordenone)
  - San Daniel (1533, Colección Calligaris, Venecia)
  - Santa Justina (1533, perdido)
- Frescos del pórtico del Palazzo del Capitano (Padua), destruidos.
- Concierto musical (Alte Pinakothek, Munich)